# Oplopanax hrozivý
Oplopanax hrozivý (Oplopanax horridus) je velký keř pocházející z chladných vlhkých lesů západu Severní Ameriky. Vyskytuje se též na některých ostrovech Hořejšího jezera. Je známý pro své velké dlanitě složené listy a dřevnaté stonky pokryté ostrými ostny.
Oplopanax hrozivý dorůstá obvykle 1 až 1,5 metru, v lesních roklích se však mohou vyskytovat i pět metrů vysoké exempláře. Stonek a hlavní žíly na listech jsou pokryty ostny. Listy jsou spirálně uspořádané, jednoduché, s dlanitou žilnatinou a pěti až třinácti laloky. Na šířku měří 20 až 40 centimetrů. Květy jsou uspořádány v hustých okolících o 10 až 20 centimetrech v průměru. Každý květ je malý, s pěti zelenavými okvětními lístky. Plodem je malá červená peckovice o průměru 4 až 7 milimetrů.
Rostlinu pokrývají ostré žluté ostny, které se při manipulaci nebo vyrušení snadno odlomí, a rostlina má sama o sobě poměrně primitivní vzhled. Jedná se o rostlinu citlivou vůči lidské aktivitě, navíc má pomalé rozmnožování. Keře rostou pomalu a trvá jim mnoho let, než dosáhnou dospělosti, tedy než začnou nést semena. Především se vyskytují v hustých a vlhkých deštných jehličnatých pralesích severozápadu Spojených států amerických.

## Životní prostředí
Oplopanax hrozivý obvykle roste ve vlhkých hustě zalesněných oblastech, nejvíce pak v jehličnatých pralesích. Je rozšířen především na západě Severní Ameriky, od Aljašky po Oregon, na východě pak končí na úrovní kanadské provincie Alberta. Oddělené populace se vyskytují na několika ostrovech Hořejšího jezera, konkrétně na Královském ostrově, Porfyrovém ostrově a Břidlicových ostrovech.

## Rozmnožování
Oplopanax hrozivý se rozmnožuje vytvářením klonů procesem hřížení. Celý klon vzniklý z jedné rostliny pak může vypadat jako skupina několika různých rostlin.

## Využití
Původní obyvatelé využívali rostlinu jako potravu i jako léčivo. Tradičně s ní léčili cukrovku typu 2 a různé nádory. Také ji stále využívají k výrobě barev. Výzkumem in vitro bylo zjištěno, že rostlina je schopna potlačovat mikroorganismy způsobující tuberkulózu.
Dále rostlinu využívají Tlingitové, kmen indiánů z Aljašky, kteří ji nazývají "tlingitský aspirin". Úlomek Ďáblovy hole, jak je rostlina nazývána, pověšený ve dveřích podle nich odhání zlo. Dále jej využívají jako balzám na rty, mast nebo čaj. Někteří Tlingitové jsou proti komercializaci rostliny, jelikož je tak porušována její svatost.
Jelikož se jedná o rostlinu příbuznou ženšenu severoamerickému, je někdy pokládána za adaptogen. Pro tento účel je tato rostlina sklízena a hojně nabízena prodejci jako "aljašský ženšen". Rod ženšen je však jak morfologicky, tak i po chemické stránce dosti odlišný. Dokonce i ženšenu blízce příbuzné rostliny s prokázaným adaptogenním účinkem, jako je eleuterokok ostnitý (Eleutherococcus senticosus), se od pravého ženšenu (Panax ginseng) chemicky odlišují.